# Festival Internacional de Archivo Fílmico de Valparaíso
El Festival Internacional de Archivo Fílmico de Valparaíso es un festival de cine celebrado por primera vez en 1996, siendo llamado entonces Festival Internacional de Cine de Valparaíso. Históricamente, el Festival está programado para el segundo semestre, efectuándose a mediados de agosto de cada año en la ciudad de Valparaíso. En los últimos años se ha enfocado en rescatar el archivo fílmico de Chile y del resto del mundo, identificándose como un festival único en su categoría y de gran calidad, llegando a ser en su corto tiempo de existencia, uno de los festivales más importantes del país.[cita requerida]

## Organización
El Festival ha sido dirigido desde su inicio por su director, Alfredo Barría. Con el tiempo, se han sumado diferentes organizaciones al festival, llegando a contar con muchos auspiciadores, tanto privados como estatales. Estos son los siguientes:
- Consejo Nacional de la Cultura y las Artes, CNCA
- Gobierno Regional, Región de Valparaíso, GORE
- Corporación Cultural Maria Graham
- Duoc UC
- Municipalidad de Valparaíso
- Goethe-Institut
- Alemania en Chile, Semanas Culturales 2007
- Ministerio de Relaciones Exteriores, Dirección de Asuntos Culturales.
- Centro Cultural La Moneda, Cineteca Nacional
- Universidad de Playa Ancha
- Universidad de Valparaíso
- Universidad Técnica Federico Santa María
- Pontificia Universidad Católica de Valparaíso
- Embajada de Francia
- Alliance Française
- Embajada de España
- Programa Ibermedia
- Teatro Mauri
- Insomnia
- Café 8 y Medio
- Teatro Municipal de Valparaíso
- TVN
- El Mercurio
- Fundación Valparaíso
- Asociación ProDocumentales Cine y TV
- Universidad del Mar
- Universidad de Los Lagos
- FIAF
- Meneses y Díaz Ltda.

## Secciones
Durante la edición de 2007, el Festival duplicó sus salas, y por lo mismo, sus secciones. Las diferentes secciones de esa versión fueron las siguientes:

### Joyas del archivo fílmico
Corresponde a la parte central de la programación del Festival. Su horario se fijó a las 20:00 y en este mismo horario se celebraron la ceremonia de inauguración y clausura. En esta sección, se mostraron películas rescatadas y entregadas para su exhibición de diferentes partes del mundo. En 2007, el aporte máximo fue del Goethe Institut, entregando películas clásicas, como No quiero ser un hombre, Sumurum, Ana Bolena, y La gata montés, todas de Ernst Lubitsch.

### Archivo de horror
Esta muestra especial fue auspiciada por el cinéfilo Jaime Córdova Ortega, que año a año a entregado para su exhibición películas de la Casa Hammer (Hammer Productions), con Peter Cushing, entre otras películas de culto. La franja está programada para las 22:00 horas, siendo la última en ser exhibida durante todos los festivales, a excepción de la versión 2007, siendo la última la Muestra Internacional de Documentatales del Cine Insomnia.
Las películas exhibidas en la versión 2007 fueron El exorcista, de William Friedkin (1973), La princesa del erotismo, de Jesús Franco (1973), Presentimiento macabro, de Dennis Héroux (1976), Cámara de tortura, de Mario Bava (1972), Häxan, de Benjamin Christensen (1922), Miedo en la ciudad de los muertos vivientes, de Lucio Fulci (1980), El anticristo, de Sergio Martino (1974) y La seducción del monje, de Eisuke Takisawa (1957).

### Competencia nacional de documentales
La competencia nacional de documentales es el único certamen que contempla el Festival de Valparaíso.
Aunque se programó durante años para ser exhibida en el Teatro Municipal de Valparaíso, en la versión 2007, para hacer más masiva su muestra, se trasladó a dos diferentes locaciones: la Universidad Técnica Federico Santa María y la Escuela de Derecho de la Universidad de Valparaíso, siendo esta última la sede oficial de la competencia. En la versión 2007, los documentales en competencia ascendieron a 10: Cartas a un amigo alemán, de Rodrigo Quintana; Welcome to New York, de Bettina Perut e Ivan Osnovikoff; Pan minero, de Sergio Bravo; Reinalda del Carmen, mi mamá y yo, de Lorena Giachino Torrens; La sombra de don Roberto, de Juan Diego Spoerer y Häkan Engström; El tiempo que se queda, de José Luis Torres Leiva; La ciudad de los fotógrafos, de Sebastián Moreno; Ruidos molestos, sonidos del rock porteño, de Viviana Sepulveda; May ta la zugun, de Juan Luis Tamayo; y Bajo los volcanes, de René Davila.

### Observatorio del cine chileno
El Observtorio del cine chileno contempla en cada versión el análisis de un cineasta chileno, que ha pasado desapercibido por las carteleras de cine comercial, apoyando su creatividad, reconociendo su trayectoria, y aportándole una ventana para dar a conocer sus trabajos y una charla diaria donde se analizan sus películas con diferentes expositores, y varias veces, con el mismo director aportando al foro.
Durante la versión 2006, el director analizado fue Cristián Sánchez, mientras que en la versión 2007 se dejó de lado a los directores, y se tocó el tema de los documentales en la época de 1970-1973.

### Otros
Las secciones especiales de la versión 2007 incorporaron los siguientes temas:
- Homenaje a Revista Ecran
- Cineteca Nacional Presenta
- Muestra del Archivo Reencontrado
- Muestra de Documentales Históricos Chile-Impresiones y La Espiral
- Documental sobre Beethoven y Cofralandes de Raúl Ruiz
- Decálogo Kieślowski
- Orlando Lübbert: Exilio en Alemania
- Claudio Sapiaín: Exilio en Suecia
- Retrospectiva Heynowski y Scheumann
- Retrospectiva Helmut Käutner
- Ciclo de Cine Infantil
- El húsar de la muerte, de Pedro Sienna
- Insomnia, Muestra Internacional de Documentales

## Sedes oficiales
La sede oficial de las proyecciones del festival ha sido históricamente en el Teatro Municipal de Valparaíso. Esta locación está adaptada para la proyección en cine, siendo equipada por equipos del Instituto DuocUC, en cada ocasión para las proyecciones digitales, además de contar con proyectoras 35mm.
En 2007, el festival duplicó sus locaciones, las cuales se desglosaron de la siguiente manera:
- Teatro Municipal de Valparaíso
- Universidad Técnica Federico Santa María
- Universidad de Valparaíso
- Aula Magna DuocUC, sede Valparaíso
- Cine Central
- Sala Obra Gruesa, Pontificia Universidad Católica de Valparaíso
- Zócalo Consejo Nacional de la Cultura y las Artes
- Teatro Municipal de Casablanca
- Aula Magna Universidad de Playa Ancha
- Teatro Mauri
- Café de Arte 8 y Medio
- Escuela de Comunicaciones de la Universidad del Mar

## Premios
El Festival consagra un premio al Mejor documental, consistente en dos millones de pesos además de «El Santiaguillo», carabela en bronce que representa la llegada de los españoles a las costas de Valparaíso. También hay cuatro diplomas, el premio Nieves Yankovic a la Mejor investigación documental, el premio Rafael Sánchez a la Mejor edición documental, el premio Jorge Müller a la Mejor fotografía documental y el premio Jorge Di Lauro, al Mejor sonido documental. Estos premios los determina un jurado compuesto por siete personalidades del mundo cinematográfico internacional.
En 2007, «El Santiaguillo» se lo adjudicó La ciudad de los fotógrafos de Sebastián Moreno, siendo homenajeado por el jurado internacional por la originalidad y precisión de su obra.